# Обмануть всех
«Обмануть всех» (англ. I Spy) — комедийный шпионский фильм режиссёра Бетти Томас. Ремейк телесериала 1965 года «I Spy». Главные роли в фильме исполняют Оуэн Уилсон и Эдди Мерфи.

## Сюжет
Специальный агент Алекс Скотт (Оуэн Уилсон) оказывается в Узбекистане. Здесь он должен встретиться с американским лётчиком, угнавшим новейшую секретную разработку американцев — истребитель-невидимку. Пилот самолёта уже продал новейшую разработку торговцу оружием и наркотиками Арнольду Гундарсу (Малкольм Макдауэлл), сам пилот погиб, так что больше никакой информации от него не получить.
Чемпион мира по боксу Келли Робинсон (Эдди Мерфи) успешно защищает свой титул в Лас-Вегасе, нокаутировав своего противника за считанные секунды. После боя на связь с ним выходит президент США и просит в интересах национальной безопасности страны выполнить некоторые услуги во время следующего поединка, который должен пройти в Будапеште. Как выясняется, Алекс Скотт решил воспользоваться тем, что Арнольд Гундарс — фанат бокса. Он однако не учёл того, что Келли Робинсон ни черта не смыслит в шпионском деле. Отступать не время, и парочка «суперагентов» рьяно бросается в бой.

## В ролях
| Актёр              | Роль                          |
| ------------------ | ----------------------------- |
| Эдди Мёрфи         | Келли Робинсон                |
| Оуэн Уилсон        | специальный агент Алекс Скотт |
| Фамке Янссен       | специальный агент Рэйчел Райт |
| Малкольм Макдауэлл | Арнольд Гундарс               |
| Гэри Коул          | Карлос                        |
| Билл Монди         | Мак                           |
| Филл Левис         | Джери                         |
| Майк Допуд         | Джим                          |
| Алекс Паунович     | Боб                           |

## Награды
- 2002 — фильм номинирован на Премию «Золотая малина» за худший актёрский дуэт, а также на Премию «Золотая малина» за худший приквел, сиквел, ремейк или плагиат, а также как худший ремейк.